# Aventure en Espagne
Pour plus de détails, voir Fiche technique et Distribution.
Aventure en Espagne (Love Under Fire) est un film américain réalisé par George Marshall, sorti en 1937.

## Synopsis
Pendant la guerre civile espagnole, un détective de Scotland Yard tombe amoureux d'une femme qu'il croyait être une voleuse de bijoux.

## Fiche technique
- Titre : Aventure en Espagne
- Titre original : Love Under Fire
- Réalisation : George Marshall
- Production : Nunnally Johnson
- Société de production et de distribution : Twentieth Century Fox
- Scénario : Gene Fowler, Ernest Pascal (en) et Allen Rivkin (en) d'après une histoire de Walter C. Hackett (en)
- Musique : Arthur Lange et Charles Maxwell (non crédités)
- Photographie : Ernest Palmer
- Montage : Barbara McLean
- Direction artistique : Rudolph Sternad (en)
- Costumes : Gwen Wakeling
- Pays d'origine : États-Unis
- Langue : anglais
- Format : Noir et blanc - 35 mm - 1,37:1 - Son : Mono (Western Electric Mirrophonic Recording)
- Genre : Film policier
- Durée : 70 minutes
- Dates de sortie : 
  - États-Unis : 20 août 1937
  - France : 5 janvier 1938

## Distribution
- Loretta Young : Myra Cooper
- Don Ameche : Tracy Egan
- Borrah Minevitch (en) : Lui-même
- Frances Drake : Pamela Beaumont
- Walter Catlett : Tip Conway
- John Carradine : Capitaine Delmar
- Sig Ruman : Général Montero
- Harold Huber : Lieutenant Chavez
- Katherine DeMille : Rosa
- E. E. Clive : Capitaine Bowden
- Don Alvarado : Lieutenant Cabana
- Georges Renavent : Capitaine Contreas
- Clyde Cook : Bert
- George Regas : Lieutenant de Vega
- Claude King : Cunningham
- Holmes Herbert : Darnley
- Louis Mercier (non crédité) : un musicien